# Cola di Tommaso
Cola di Tommaso (XV secolo) è stato un artigiano italiano.
Fu un maestro falegname attivo a Napoli e nel Regno di Napoli.
Di Cola de Thomasi de Neapoli si conoscono per ora solo due opere: 
- a Napoli gli stalli del coro in legno di noce - oggi perduto - della chiesa conventuale di San Girolamo delle Monache, della cui costruzione ebbe l'incarico nel 1489 dalle monache francescane dietro compenso di 24 onze;  
- a Traetto (oggi Minturno) Cola realizzò gli stalli del coro - pure disperso - della chiesa di S. Francesco, annessa all'omonimo convento, per i quali il 18 novembre 1490 ricevette un pagamento di 50 ducati dal committente Onorato II Caetani, conte di Fondi; si trattò, a quanto pare, di un versamento a saldo per un lavoro iniziato nel marzo dello stesso anno, quando il conte Onorato II dispose l'esborso di 50 ducati "per llo accoro de San Francisco de Trayecto".